# Stazione di Imperia Porto Maurizio
Stazione di Imperia Porto Maurizio vasútállomás Olaszországban, Imperia településen.

## Vasútvonalak
Az állomást az alábbi vasútvonalak érintik:
- Genova–Ventimiglia-vasútvonal

## Kapcsolódó állomások
A vasútállomáshoz az alábbi állomások vannak a legközelebb:
- Stazione di Taggia-Arma
- Stazione di Imperia Oneglia
- Stazione di San Lorenzo-Cipressa